# 나루토 질풍전 극장판: 불의 의지를 잇는 자
《불의 의지를 잇는 자》(劇場版 NARUTO -ナルト- 疾風伝 火の意志を継ぐ者)는 나루토의 극장판 시리즈의 여섯 번째 작품이다. 2009년 8월 1일 개봉하였다.

## 한국어 더빙 제작진
목소리 출연
- 이선주 - 나루토 役
- 여민정 - 사쿠라 役
- 손원일 - 카카시 役
- 송도영 - 츠나데 役
- 이자명 - 시즈네 役
- 장광 - 지라이야 役
- 김병관 - 3대 호카게 役
- 전광주 - 히루코 役
- 정명준 - 시카마루 役
- 김영찬 - 쵸지 役
- 이명선 - 이노 役
- 서윤선 - 시노 / 코테츠 役
- 정유미 - 히나타 役
- 박성태 - 사이 役
- 현경수 - 키바 役
- 홍범기 - 리 役
- 신용우 - 네지 役
- 한신정 - 텐텐 役
- 김영선 - 사스케 役
- 한채언 - 가아라 役
- 김정은 - 칸쿠로 役
- 이용신 - 테마리 役
- 박만영 - 아스마 役
- 김광국 - 이즈모 役
- 정승욱 - 테우치 役
- 김국진 - 부하 1 役
- 정혜원 - 부하 2 役
- 강호철 - 부하 3 役
- 박리나 - 소년 카카시 役
- 김영은 - 오비토 役
- 선호제 - 책사 役
- 소정환 - 영주 役

우리말 제작
- 종합편집: 이승철
- 화면수정: 도여진
- 타이틀C.G: 정하나
- 녹음&믹싱: 서문성
- 번역: 정영인
- 연출: 김이경
- 우리말 제작: 투니버스